# Hétpettyes katicabogár
A hétpettyes katicabogár (Coccinella septempunctata) egy közismert és elterjedt európai bogárfaj, amely nem csak esztétikus, de rendkívül hasznos, így méltán népszerű. Számos nyelvben becéző neve van, magyarul is illetik kata, katica, katóka, bödebogár, tehénke, bumbumbácsi nevekkel. Észak-Amerikába betelepítették.
A Magyarországon 2011-ben elindított „Év rovara” kampány első választottja.

## Megjelenése
A faj neve onnan ered, hogy piros szárnyfedőit hét – fedőnként 3,5 – fekete petty díszíti. Feje fekete, torához hasonlóan, de mindkét testtáján látható két fehér folt. Csápjai rokonaihoz hasonlóan bunkós végűek. A kifejlett katica 5-8 milliméter hosszú, alakja jellegzetesen „bogárhátú”.
A 4-7 milliméteres lárva teste rücskös, hernyószerű, de jól fejlett 6 ízeltlába van. Színe alapvetően szürke vagy fekete, amit sárgás foltok tarkítanak.

## Életciklusa
A hétpettyes katicabogár gyakorlatilag mindenhol megtalálható, ahol növények és rajtuk élősködő tetvek megtalálhatóak. A kifejlett példányok tavasszal rakják le levelek fonákára maximum 400 petéjüket, amelyek egy héten belül kelnek ki. A ragadozó lárvák igen mozgékonyak, és négy vedlésen mennek keresztül, míg végül bebábozódnak. Az utolsó lárvabőr védekezésképpen ekkor még részben rajtuk marad.
A táplálékkínálattól és hőmérséklettől függően a lárvák 10-40 nap alatt fejlődnek ki, és 3-17 napot töltenek bábként. Amennyiben gyors a teljes átalakulás, egy hónapra rá egy második generáció is megjelenhet egy éven belül.
A kifejlett katicabogarak áttelelnek, és nem sokkal a szaporodást követően elpusztulnak. Az imágó kb. háromnegyed évig tartó élete során szintén ragadozó. Védekezésképpen általában halottnak tetteti magát, illetve a támadó elriasztására vérfröcsköléssel reagál, ilyenkor akár 10%-os testfolyadékvesztésen is áteshet, továbbá prekokcinellint és kokcinellint (a prekokcinellin N-oxidja) bocsáthat ki.

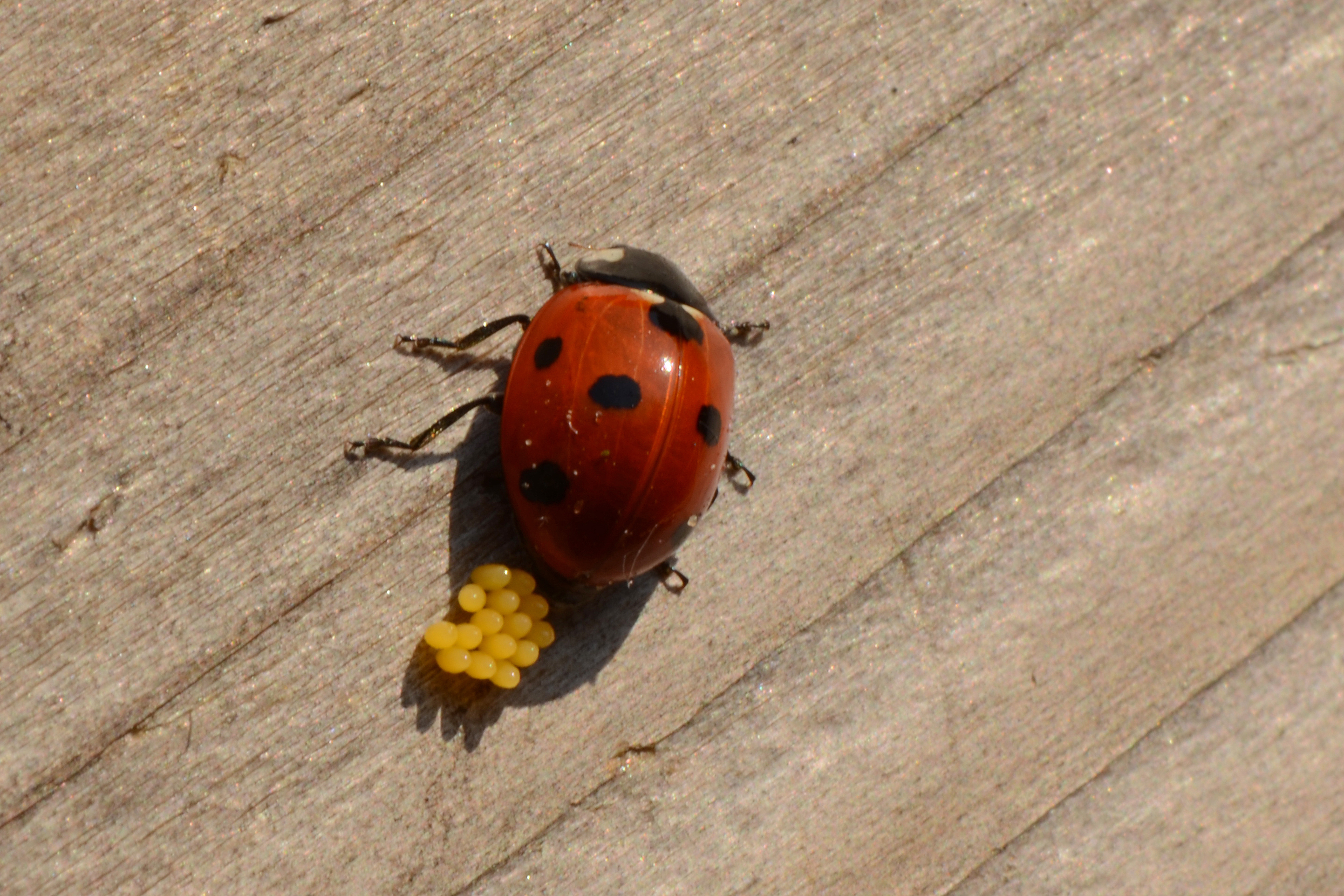
Peterakás
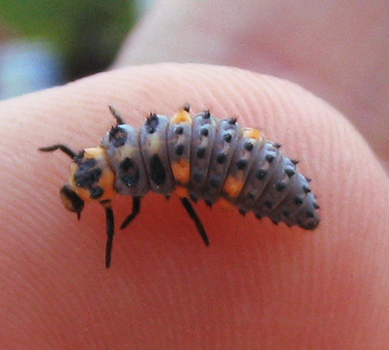
Katicalárva
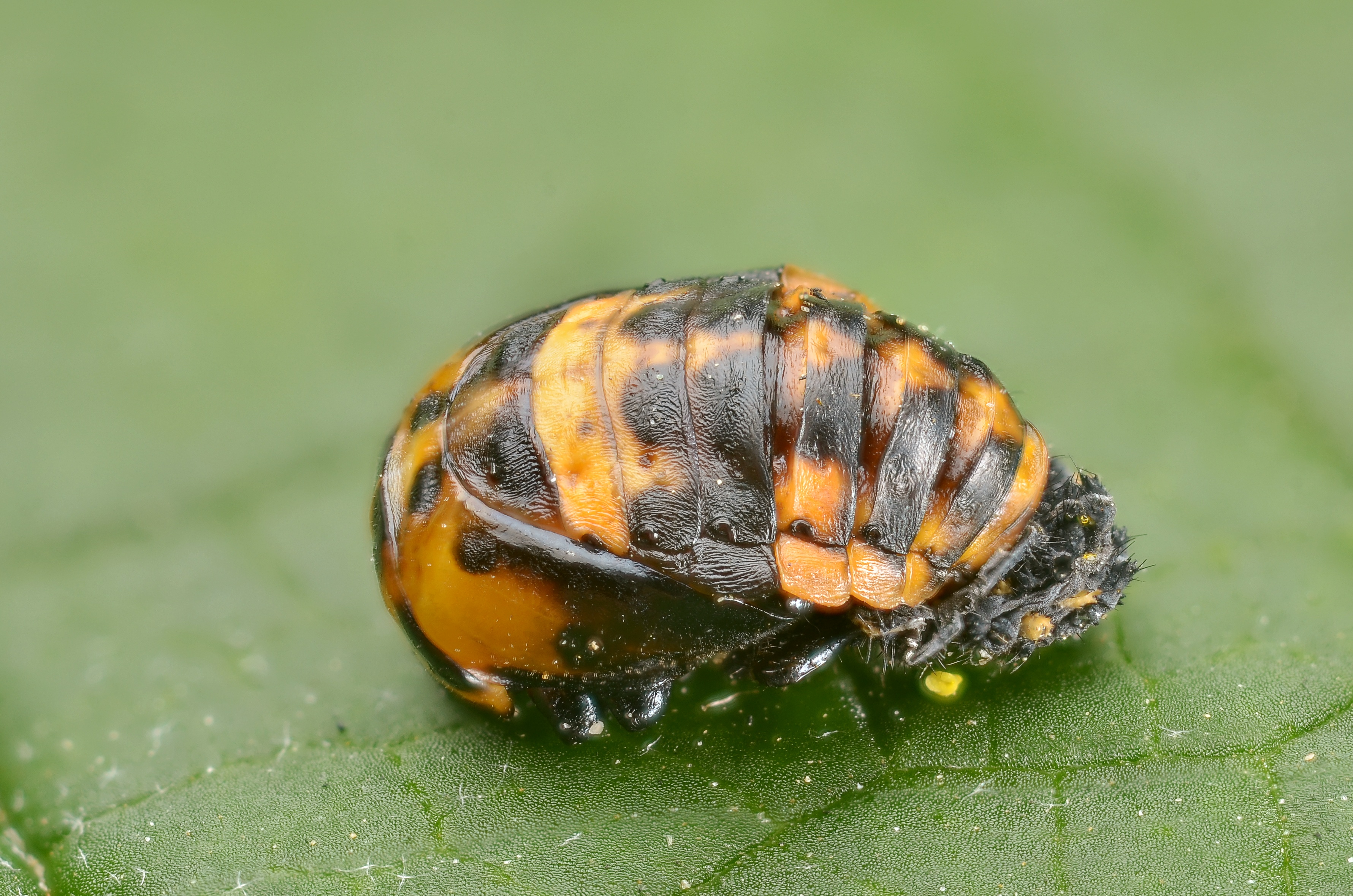
és a bábja

## A katicabogár és az ember
A hétpettyes katicabogár igen hasznos a mezőgazdaság számára, mivel mind lárvaként, mind kifejlett állapotban levél- és pajzstetvekkel táplálkozik. Egy lárva kifejlődése során akár 1000 tetvet is elfogyaszthat. Hasznos tulajdonságai miatt biológiai védelemként előszeretettel alkalmazzák, Észak-Amerikába is ilyen célzattal telepítették be.
Szépsége miatt több gyermekdal szereplője.